# بوتیزید
بوتیزید (به انگلیسی: Butizide) با فرمول شیمیایی C۱۱H۱۶ClN۳O۴S۲ یک ترکیب شیمیایی با شناسه پاب‌کم ۱۶۲۷۴ است. که جرم مولی آن ۳۵۳٫۸۴۵۴۴ g/mol می‌باشد.